# Trigonodes
Trigonodes is een geslacht van vlinders van de familie spinneruilen (Erebidae), uit de onderfamilie Catocalinae.

## Soorten
- T. angolensis (Weymer, 1908)
- T. caunindana Strand, 1920
- T. cephise Cramer, 1779
- T. disjuncta Moore, 1882
- T. hoenei Berio, 1964
- T. hyppasia (Cramer, 1779)
- T. lucasii Guenée, 1852
- T. pusilla Holland, 1894
- T. saina Swinhoe, 1918
- T. trigonodesia Strand, 1915